# Basic Rate Interface
Pour les articles homonymes, voir BRI.
 (décembre 2022).
Si vous disposez d'ouvrages ou d'articles de référence ou si vous connaissez des sites web de qualité traitant du thème abordé ici, merci de compléter l'article en donnant les références utiles à sa vérifiabilité et en les liant à la section « Notes et références ».
 (décembre 2022).
| Couche                | Protocoles Canal D                  | Protocoles Canal D                  | Protocoles Canal D                  | Protocoles Canal B                  | Protocoles Canal B                  | Protocoles Canal B                  |                                     |
| --------------------- | ----------------------------------- | ----------------------------------- | ----------------------------------- | ----------------------------------- | ----------------------------------- | ----------------------------------- | ----------------------------------- |
|                       | Signalisation                       | Paquet                              | Télémétrie                          | Commut. circuit                     | Semi permanent                      | Commut. paquet                      |                                     |
| Application           | Utilisateurs                        |                                     |                                     |                                     |                                     |                                     |                                     |
| Présentation          | Utilisateurs                        |                                     |                                     |                                     |                                     |                                     |                                     |
| Session               | Utilisateurs                        |                                     |                                     |                                     |                                     |                                     |                                     |
| Transport             | Utilisateurs                        |                                     |                                     |                                     |                                     |                                     |                                     |
| Réseau                | Q.931                               | X.25.3                              | IP*                                 | X.25.3                              |                                     |                                     |                                     |
| Liaison               | Q.921 LAP-D                         | Q.921 LAP-D                         | Q.921 LAP-D                         | HDLC* PPP*                          | LAP-B                               |                                     |                                     |
| Physique              | Accès de base I.430, primaire I.431 | Accès de base I.430, primaire I.431 | Accès de base I.430, primaire I.431 | Accès de base I.430, primaire I.431 | Accès de base I.430, primaire I.431 | Accès de base I.430, primaire I.431 | Accès de base I.430, primaire I.431 |
| * Protocoles non RNIS |                                     |                                     |                                     |                                     |                                     |                                     |                                     |

Basic Rate Interface ou Basic Access (dont l'acronyme est BRI / BA) qui signifie accès de base en français, est une interface d'accès à un réseau RNIS. Cette interface est également nommée T0.
Il comprend 2 canaux B et un canal D pour la signalisation : 2B+D.
Les 2 canaux B ont un débit de 64 kbit/s chacun, et le canal D 16 kbit/s, pour un total de 144 kbit/s.